# 2826 Ахті
2826 Ахті (1939 UJ, 1942 FH, 1950 TG3, 1968 UT2, 1979 RG, 1980 VK1, 2826 Ahti) — астероїд головного поясу, відкритий 18 жовтня 1939 року.
Тіссеранів параметр щодо Юпітера — 3,130.